# Doktryna Breżniewa

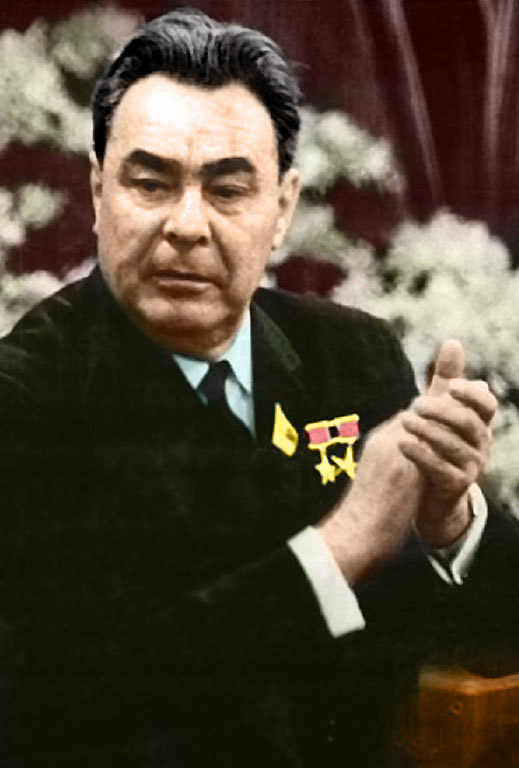
Leonid Breżniew (1906–1982), ówcześnie sekretarz generalny KC KPZR

Doktryna Breżniewa (zwana także doktryną „ograniczonej suwerenności”) – przyjęta w 1968 roku doktryna radziecka stwierdzająca, że w krajach Układu Warszawskiego obowiązuje ograniczenie suwerenności państw członkowskich na rzecz interesów wspólnoty socjalistycznej (w praktyce ZSRR).

## Historia
Doktryna stanowiła, że interwencja w państwie bloku wschodniego, które dążyło do secesji nie jest agresją, lecz samoobroną przed ingerencją wrogiej ideologii. Doktryna była stworzona na potrzeby ideologiczne jako usprawiedliwienie interwencji w Czechosłowacji (tzw. operacja „Dunaj”), w lecie 1968 roku. Po raz pierwszy opublikowana została 26 września 1968 roku w artykule S. Kowalowa pt. „Suwerenność i międzynarodowe zobowiązania państw socjalistycznych” na łamach „Prawdy”. Szerzej została przedstawiona przez ministra spraw zagranicznych ZSRR Andrieja Gromykę na sesji Zgromadzenia Ogólnego ONZ 3 października 1968 roku. Potępiły ją państwa zachodnie oraz niektóre państwa socjalistyczne znajdujące się poza radziecką strefą wpływów (Chiny, Albania, Jugosławia). Nie zaakceptowała jej również Rumunia.

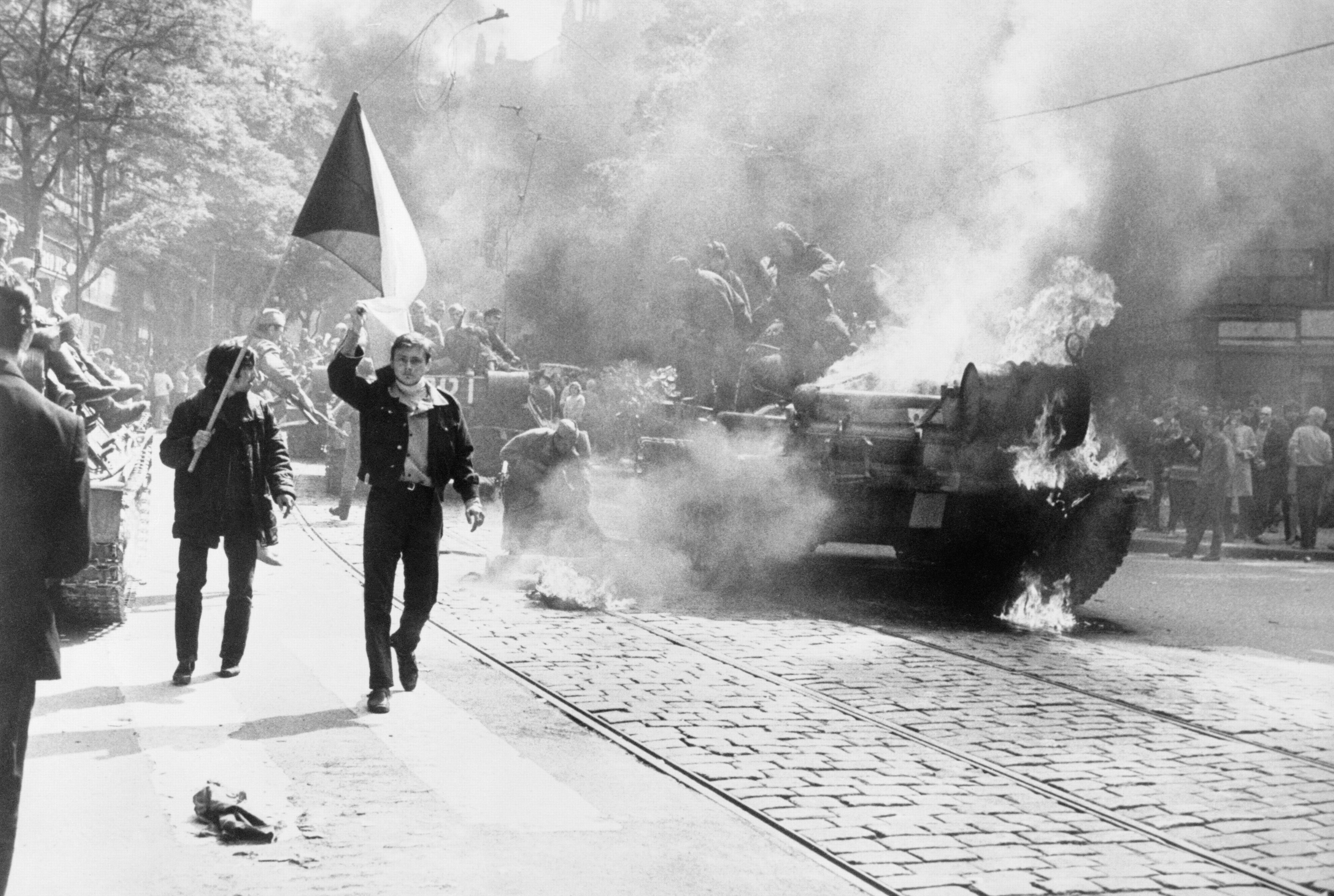
Interwencja Układu Warszawskiego w Czechosłowacji, 1968

Wspólnota socjalistyczna jako całość ma prawo do interwencji na terytorium każdego państwa członkowskiego bloku socjalistycznego w sytuacji, gdy wewnętrzne lub zewnętrzne siły, wrogie wobec socjalizmu, usiłują zakłócić rozwój tego kraju i przywrócić ustrój kapitalistyczny.
Obowiązywała w praktyce do Jesieni Ludów w 1989, kiedy została wyparta przez doktrynę Sinatry.